# Сальний
Са́льний (рос. Сальный, чув. Сальнăй) — селище у складі Алатирського району Чувашії, Росія. Входить до складу Новоайбесинського сільського поселення.
Населення — 6 осіб (2010; 7 у 2002).
Національний склад:
- чуваші — 86 %